# Kutyaszánhúzás az 1932. évi téli olimpiai játékokon
Az 1932. évi téli olimpiai játékokon a kutyaszánhúzás bemutató sportágként szerepelt a téli olimpia programjában. A versenyt a New England Szánhúzó Klub szabályai szerint rendezték február 6-án és 7-én. A 25,1 mérföldes távot (40,5 km) kétszer kellett megtenni. Egy fogat 6 kutyából állt, a fogatokat három percenként indították. Háromszor mértek részidőt: 4 mérföldnél (6,44 km), 10,6 mérföldnél (17,06 km) és 22,46 mérföldnél (36,14 km).
A versenyen 7 amerikai és 5 kanadai versenyző vett részt. Az első helyet a kanadai Emile St. Godard szerezte meg.

## Végeredmény
| Helyezés | Versenyző         | Nemzet                 | 1. futam  | 2. futam  | Összesítés |
| -------- | ----------------- | ---------------------- | --------- | --------- | ---------- |
| Arany    | Emile St. Godard  | Kanada (CAN)           | 2:12:05,0 | 2:11:07,5 | 4:23:12,5  |
| Ezüst    | Leonhard Seppala  | Egyesült Államok (USA) | 2:13:34,3 | 2:17:27,5 | 4:31:01,8  |
| Bronz    | Shorty Russick    | Kanada (CAN)           | 2:26:22,4 | 2:21:22,2 | 4:47:44,6  |
| 4.       | Harry Wheeler     | Kanada (CAN)           | 2:33:19,1 | 2:29:35,0 | 5:02:54,1  |
| 5.       | Roger Haines      | Egyesült Államok (USA) | 2:34:56,0 | 2:31:31,3 | 5:06:27,3  |
| 6.       | Raymond Pouliot   | Kanada (CAN)           | 2:53:14,3 | 2:52:21,5 | 5:45:35,8  |
| 7.       | Jack Defalco      | Kanada (CAN)           | 2:53:49,5 | 2:55:50,1 | 5:49:39,6  |
| 8.       | Stuart Belknap    | Egyesült Államok (USA) | 2:57:14,0 | 2:57:08,5 | 5:54:22,5  |
| 9.       | Henry Murphy      | Egyesült Államok (USA) | 2:42:49,4 | 3:15:24,1 | 5:58:13,5  |
| 10.      | Dexter Sears      | Egyesült Államok (USA) | 3:00:21,7 | 3:01:49,5 | 6:02:11,2  |
| 11.      | Norman D. Vaughan | Egyesült Államok (USA) | 3:24:10,0 | 3:49:46,0 | 7:13:56,0  |
| 12.      | Eva Seeley        | Egyesült Államok (USA) | 3:28:01,7 | 3:46:45,0 | 7:14:46,7  |